# Fałkowice (województwo opolskie)
Fałkowice – wieś w Polsce, położona w województwie opolskim, w powiecie namysłowskim, w gminie Pokój.
W latach 1975–1998 miejscowość administracyjnie należała do ówczesnego województwa opolskiego. 
W alfabetycznym spisie miejscowości na terenie Śląska wydanym w 1830 roku we Wrocławiu przez Johanna Knie wieś występuje pod polską nazwą Falkowice i nazwą zgermanizowaną Falkowitz.
Miejscowość położona w północnej części gminy Pokój. Przez Fałkowice przechodzi historyczny szlak komunikacyjny Kraków–Gniezno.
W miejscowości jest siedziba Parafii św. Stanisława Biskupa.

## Historia
Na podstawie wzmianki w dokumencie księcia Bolesława Opolskiego, jako datę powstania miejscowości uznaje się rok 1309. Wieś jest siedzibą parafii.

## Zabytki
Do wojewódzkiego rejestru zabytków wpisany jest cmentarz, z XVIII w., po 1850 r.